# متحف الشرق الأدنى في برلين

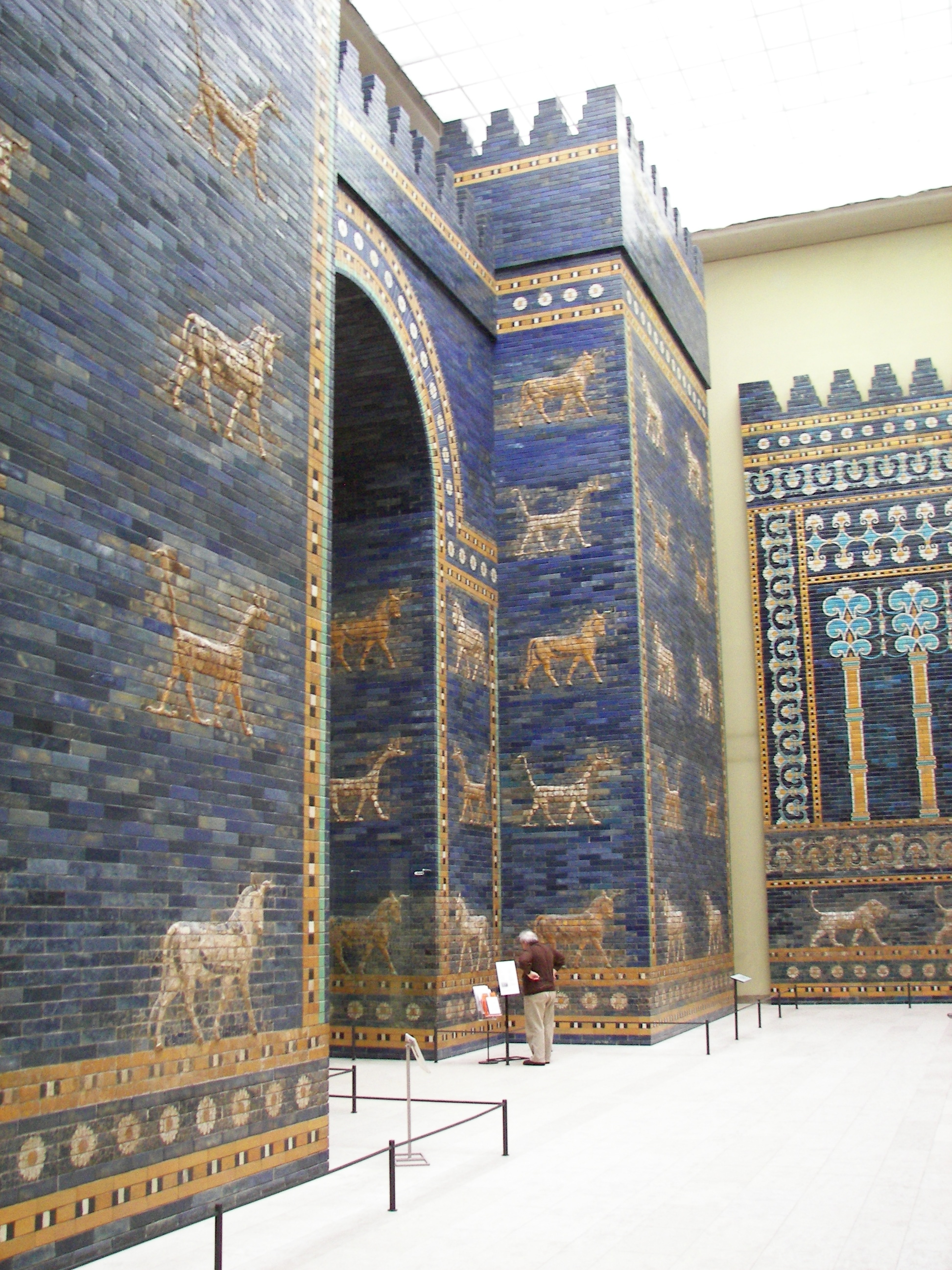
منظر لبوابة عشتار

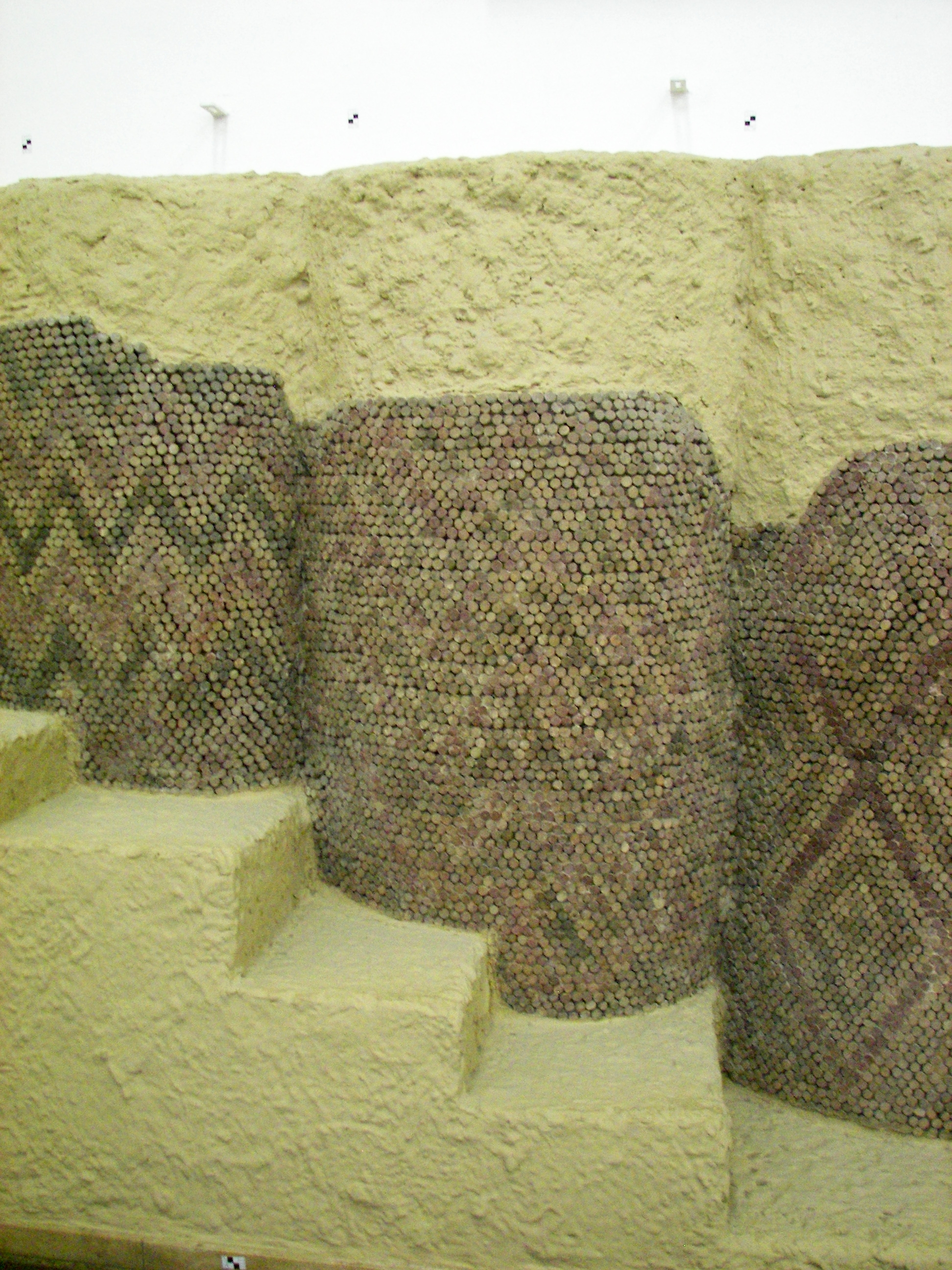
قطع من فسيفساء القلم من حرم إنانا

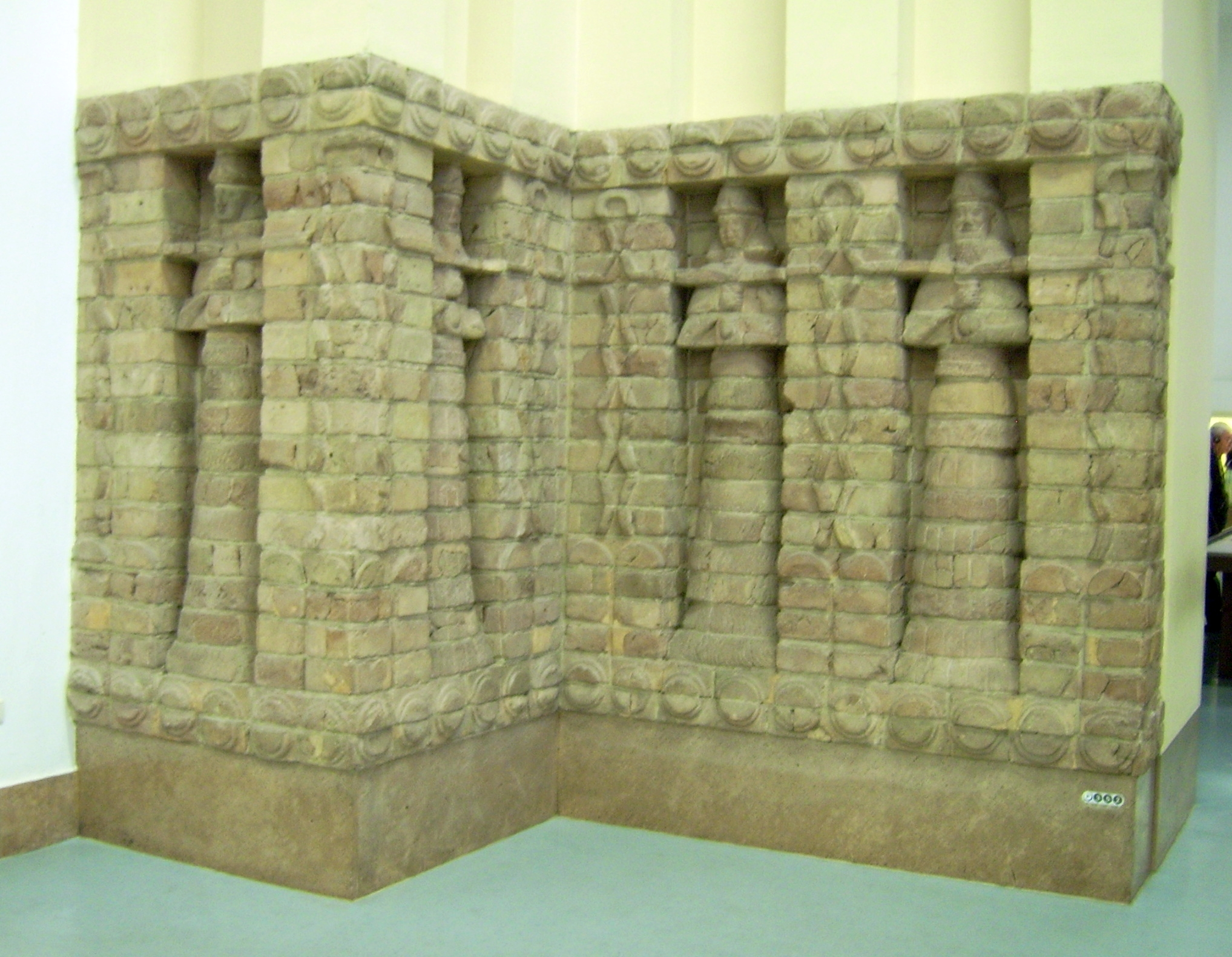
جزء من واجهة معبد إنانا في أوروك

متحف الشرق الأدنى Vorderasiatisches هو جزء من متاحف برلين Staatliche Museen zu Berlin. يقع في الطابق السفلي الرئيسي للجناح الجنوبي لمتحف بيرغامون ويضم واحدة من أكبر مجموعات الآثار في الشرق الأدنى في العالم.
تتوزع على مساحة عرض من 2000 متر مربع، موزعة على 14 قاعة، معروضات لستة آلاف سنة من ثقافة الشرق الأدنى. يمكن أن تكون المعروضات من الألفية السادسة قبل الميلاد وحتى زمن التوسع الإسلامي. مصدر المعروضات بشكل رئيسي من الدول الحالية في العراق وسوريا وتركيا، ومن اكتشافات فردية من مناطق أخرى. بدءًا من اكتشافات العصر الحجري الحديث، ينصب تركيز المجموعة على المكتشفات من سومر وبابل وآشور ومنطقة شمال سوريا - شرق الأناضول. أساس المتحف من اللقايا خلال عمليات التنقيب في المدن التاريخية مثل أوروك، شوروباك، آشور، خاتوشا، العمارنة، تل حلف (غوزانا) سمأل، طوبراكال أو بابل، المزيد من عمليات الاقتناء شملت لقايا من نمرود، نينوى، سوسة وبرسبوليس. وتوثق الاكتشافات، من بين أمور أخرى، الثقافة المتقدمة للسومريين والأكديين والبابليين والآشوريين والحثيين والآراميين.
تحفة المجموعة هي بوابة عشتار وشارع الموكب من بابل وأجزاء من معبد إيانا ومعبد إنانا الذي بناه كارا إنداش من أوروك. بالإضافة إلى ذلك، يضم المتحف عددًا كبيرًا من الاختام والأختام الاسطوانية والنصوص المسمارية من الشرق الأدنى.

## تاريخ المتحف
جاءت الاكتشافات الأولى في منتصف القرن التاسع عشر إلى برلين عندما حصلت بروسيا في لندن على نقوش من الحفريات في نينوى. في وقت لاحق، كان اتصال المتحف الوثيق مع جمعية الشرقية الألمانية والمتبرع جيمس سيمون مثمرًا بشكل خاص. في عام 1899، تم تأسيس قسم مستقل للشرق الأدنى في المتاحف الملكية. عُرضت المكتشفات لأول مرة في متحف برلين الجديد، ثم مؤقتًا في الطابق السفلي من متحف القيصر فردريك. بني متحف بيرغامون في عام 1907 وفقًا لخطط ألفريد ميسيل ولودفيج هوفمان، وكان الجناح الجنوبي منه منذ البداية مصممًا للشرق الأدنى. منذ عام 1929، انتقل قسم الفن الإسلامي، متحف الفن الإسلامي اليوم، إلى الطابق العلوي، حيث شكل مع قسم الشرق الأدنى متحف الشرق الأدنى.
في عام 1927 بدأ التخطيط الداخلي للقاعات في الطابق الرئيسي من قبل أمين المتحف آنذاك فالتر أندريه Walter Andrae، في عام 1929 انتقل إلى القاعات الجديدة. في عام 1930، تم افتتاح القاعة التي بها بوابة عشتار وشارع الموكب من بابل للجمهور، اضيفت قاعات العرض الأخرى تدريجيًا حتى عام 1937. في الآونة الأخيرة، زينت قاعة يازلكايا Yazılıkaya بجداريات من موقع الأثري في بوغاز كوي أي خاتوشا القديمة.
اعتبر الإخراج الذي اعده أندريه محطة هامة بإعادة البناء الضخمة لأنظمة البوابات بابل وآشور وأوروك، وألوان الجداران القوية، والرسومات التي تظهر مواقع التنقيب في حالتها الحالية، ومزيج القطع الأصلية والنسخ الجصية بالإضافة إلى الأساليب التعليمية للعرض. بما أن معظم طريقة الإعداد هذه أعيد تأسيسها بعد الحرب، فلا يزال من الممكن معايشة طريقة عرض أندريه حتى يومنا هذا.
لم تكن هناك أي خسائر مرتبطة بالحرب بسبب الحرب العالمية الثانية في المقتنيات، فقد اعيدت المعروضات المنقولة، التي نقلت إلى الاتحاد السوفيتي في عام 1945 كمسلوبات فنية، إلى جمهورية ألمانيا الديمقراطية في عام 1958. أعيد فتح المجموعة في عام 1953 باسم متحف الشرق الأدنى.
كان مديري المتحف فريدريش ديلتش (1899-1918) وأوتو فيبر (1918-1928)، فالتر أندريه (1928-1951) ، غيرهارد ماير (1951-1977)، لينا جاكوب روست (1978-1990)، إيفلين كلنجل- براندت. من 1998 إلى 2014، كانت بياته سالي المديرة. وأعقبها في آذار 2014 إلى 31 ايار 2018 ماركوس هيلغيرت، منذ ذلك الحين يعمل لوتز مارتن مديراً. اعتبارًا من ربيع 2019، ستتولى باربرا هلفينغ إدارة المتحف.
يجري التخطيط حاليًا لاقامة مستودع مركزي للمقتنيات في منطقة فريدريشهانغ ببرلينBerlin-Friedrichshagen. سيتم ايداع لأجزاء كبيرة من المقتيات. بناء هذا المستودع المركزي مثير للجدل. الجناح الجنوبي، في الطابق العلوي الذي يعرض مقتنيات متحف الفن الإسلامي منذ عام 1933، سينقل إلى الجناح الشمالي لمتحف بيرغامون في المستقبل، ويعاد بنائه على أساس مسابقة تصميم كسبها أوزفالد ماتياس أنغيرس. التعارضات العميقة مع قواعد حفظ التراث التي قام بها فالتر أندريه والتي كانت مدرجة في قائمة التراث العالمي لليونسكو منذ عام 1999، مثيرة للجدل للغاية. سيتم إزاحة معظم عمليات إعادة بناء البوابات التي نفذها أندريه، مثل التي من اروك، وسيتم أيضًا تفكيك قاعة يازلكايا.
تحقيقا لهذه الغاية، ستدمج أجزاء من مجموعة ماكس فون أوبنهايم، التي اعيد تشكيلها على الرغم من الأضرار الجسيمة للحرب، من متحف تل حلف سابقًا، وتضاف للمقتنيات. ستصبح بوابة قصر تل حلف المدخل الرئيسي الجديد للمتحف.
تدعم جمعية أصدقاء العصور القديمة في جزيرة متاحف برلين مجمع مقتنيات العصور القديمة ومتحف الشرق الأدنى للمتاحف الوطنية في برلين.

## المؤلفات
- والتر أندريه: مذكرات حفارة. de Gruyter، برلين 1961.
- نيكولاس بيرناو: جزيرة متحف برلين. Stadtwandel-Verlag، برلين 2006.
- نيكولاس بيرناو: قاعات الهندسة المعمارية لمتحف بيرغامون. نصب تذكاري للتاريخ المعماري الألماني. في: ستيفان التكامب، ماتياس هوفتر، مايكل كروم (محرر): علم الآثار الكلاسيكية ما بعد الإنسانية. التاريخية والطبيعة العلمية للمصالح والأساليب. Hirmer، ميونيخ، 2001، ISBN 3-7774-9300-7، الصفحات 461-472.
- نيكولاس بيرناو: المزيد أكثر. فكرة المستودعات البعيدة قديمة. في: Museumsjournal 4، 2010، pp.8-10.
- نيكولا كروسمان (محرر): متحف Vorderasiatisches برلين. التاريخ والقصص عن المئوية. متاحف برلين الحكومية، مؤسسة التراث الثقافي البروسي، برلين 2000.
- نقولا كروسمان: من التيارين إلى الخندق النحاسي. عصور ما قبل التاريخ وسنوات أصل (1899–1918) من إدارة الشرق الأدنى في متاحف برلين ضد الخلفيات الفنية والثقافية السياسية. برلين 2001 (كتيب الكتاب السنوي لمتاحف برلين، الحلقة الجديدة 42، 2000).
- ليان جاكوب روست وآخرون: متحف الشرق الأدنى. زابيرن، ماينز 1992.
- Joachim Marzahn، Beate Salje (Editor): Resurrectioning Assur. 100 عام من التنقيبات الألمانية في آشور. زابيرن، ماينز 2003.
- بيت سالي (مونتير): متاحف الشرق الأدنى أمس، غدًا. برلين، باريس، لندن، نيويورك. تحديد الموقع. ندوة بمناسبة الذكرى المئوية لمتحف Vorderasiatisches برلين في السابع مايو 1999. زابيرن، ماينز 2001. ISBN 3-8053-2778-1.

## روابط إنترنت
- الموقع الرسمي
- Vorderasiatisches Museum Berlin
- رابطة أصدقاء العصور القديمة في متحف جزيرة المتاحف برلين.

## حواشي
1. ↑  Vorderasiatisches Museum: Profil نسخة محفوظة 2019-08-05 على موقع واي باك مشين.
2. ↑  Stiftung Preußischer Kulturbesitz Pressemitteilung vom 18.12.2018: Personalien im Stiftungsrat: Barbara Helwing wird Direktorin des Vorderasiatischen Museums, Claudia Martin-Konle über-nimmt Benutzungsabteilung der Staatsbibliothek, abgerufen am 19. Dezember 2018 نسخة محفوظة 2019-08-04 على موقع واي باك مشين.

52.52069444444413.396805555556Koordinaten: 52° 31′ 14,5″ N, 13° 23′ 48,5″ O